# Lešnica (potok)
Lešnica, je potok, ki izvira severno od naselja Ljubno na Gorenjskem. Kot levi pritok se potoku izpod hriba Veliko brdo (517 m) priključi potok Stoganka. Lešnica se v bližini vasi Podnart kot levi pritok izliva v reko Savo.